# Permeaat
Permeaat is een uitdrukking die gebruikt wordt in de waterzuivering. Permeaat komt vrij bij omgekeerde osmose (Engels: Reversed osmosis: RO). RO is een membraanproces waarbij zowel ionen als kleine organische moleculen uit oplossing verwijderd kunnen worden. Het RO-systeem is verdeeld in een hoge-druk-compartiment, op de geconcentreerde oplossing, en een lage-druk-compartiment. Deze compartimenten zijn gescheiden door een permeabel membraan. De uitwendig aangelegde druk, die groter is dan de osmotische druk, zorgt ervoor dat het oplosmiddel zich verplaatst van de meest geconcentreerde naar de minst geconcentreerde oplossing. De drijvende kracht van deze scheiding is dus het verschil tussen de druk over het membraan en de concentratiegradiënt. De osmotische stroming is bijgevolg omgekeerd t.o.v. osmose. Deze scheiding resulteert in een geconcentreerde oplossing (concentraat) en een meer verdunde oplossing (permeaat).
Het effluent van een RO-systeem wordt permeaat genoemd.